# Tiếng Bodo
Tiếng Bodo (chữ Devanagari: बोडो) là một ngôn ngữ thuộc Ngữ tộc Tạng-Miến. Ngôn ngữ này được người Bodo sử dụng ở đông bắc Ấn Độ và Nepal. Tiếng Bodo là một trong 22 ngôn ngữ được công nhận theo Hiến pháp của Ấn Độ và là một trong các ngôn ngữ chính thức của bang Assam.
Tiếng Bodo được đưa vào cấp giáo dục tiểu học từ năm 1963 ở các khu vực mà ngôn ngữ này chiếm ưu thế. Tiếng Bodo sử dụng chữ Devanagari, mặc dù trong lịch sử đã có lúc sử dụng chữ cái Latinh hay chữ Assam.
Tiếng Bodo có 6 phương ngữ là: Chote, Mech, Dimasa, Tripuri, Lalunga, Bore.